# 松﨑建ん語
松﨑 建ん語（まつざき けんご、旧芸名：松崎 賢吾、男性、1981年4月11日 - ）は、福岡県福岡市出身で、劇団俳優座に所属する日本の俳優。福岡市立田隈中学校卒業、鹿児島実業高等学校卒業。
特技は、サッカー、フットサル。
身長172cm、体重59kg。

## 出演

### 舞台

#### 劇団俳優座
- ザ・パイロット（2004年 俳優座劇場）
- 次郎長が行く（2005年 三越劇場）
- しとやかな獣（2005年 シアターΧ）
- 三ちゃんと梨枝（2005年 シアターΧ）
- コルチャック（2006年 東京国立博物館）
- 上意討ちー拝領妻始末―（2007年 三越劇場）
- 颶風のあと（2008年 劇団稽古場）
- 春立ちぬ（2008年 俳優座劇場）
- 夏光線（2009年 俳優座稽古場）
- 蟹工船（2009年 俳優座劇場）
- 大岡越前（2010年 三越劇場）
- ブレーメンの自由（2010年 俳優座稽古場）
- カラマーゾフの兄弟（2012年 俳優座劇場）

その他多数。

#### その他
- ヨーン・ガブリエル・ボルクマン（2009年／名取事務所）
- 六人のへそ曲り（2011年／花組芝居）演出：大野裕明
- ブラボーラウレンシア!（2012年／名取事務所）演出：原田一樹
- パルレ（2012年／ミュージカル）演出：チェ・ミンジュ
- ピローマン（2013年／名取事務所）演出：小川絵梨子

その他多数。

### 映画
- クライマーズ・ハイ（監督：原田眞人）
- 向日葵（監督：木内一裕）
- 円空-Life to Live（監督：村上清治）

### テレビドラマ
- 大河ドラマ「平清盛」（2012年／NHK）
- 釣り刑事4（2013年／TBS）
- 内田康夫サスペンス 鬼刑事と車椅子の少女 ドクターブライダル（2013年／TX）
- 刑事の証明5（2013年／TX）
- 孤独のグルメ Season4 第6話 （2014年8月13日、テレビ東京）  - 3人客男性2 役
- 元町ロックンロールスウィンドル（2019年、サンテレビ）第1話

### CM
- 衛星放送協会 / 地球温暖化防止キャンペーン「STOP!温暖化」

## 演出作品
- ニコニコさんが泣いた日（2012年 ワーサルシアター）

## 執筆作品
- 「乾いた絵筆」（2006年／自主企画 RaiKen Plus）
- 「秘書と男」〜二足歩行〜（2009年／自主企画 RaiKen Plus）
- 「大岡越前 卯の花が咲くとき」（2010年／三越劇場）